# SD Kidō Senshi Gundam 2
Ne doit pas être confondu avec SD Gundam 2.
SD Kidō Senshi Gundam 2 (SD機動戦士ガンダム2) est un jeu vidéo du type shoot them up développé par Bandai et Angel, et édité par Bandai en septembre 1993 sur Super Nintendo. C'est une adaptation en jeu vidéo de la série basée sur l'anime Mobile Suit Gundam et notamment Super Deformed Gundam. C'est le dernier opus d'une série de deux jeux vidéo,.

## Série
1. SD Kidō Senshi Gundam: V Sakusen Shidō : 1992, Super Nintendo
2. SD Kidō Senshi Gundam 2